# اچ‌ام‌اس ئی۱
اچ‌ام‌اس ئی۱ (به انگلیسی: HMS E1) یک زیردریایی بود که طول آن ۱۷۸ فوت (۵۴ متر) بود. این زیردریایی در سال ۱۹۱۲ ساخته شد.